# Elisabeth Juliana av Schleswig-Holstein-Sönderborg-Nordborg
Elisabeth Juliana av Schleswig-Holstein-Sönderburg-Nordborg, född 24 maj 1634 i Nordborg, död 4 februari 1704 i Wolfenbüttel, var en dansk-tysk prinsessa. Genom äktenskap var hon furstinna av Braunschweig-Wolfenbüttel.

## Biografi
Elisabeth Juliana var dotter till hertig Fredrik av Schleswig-Holstein-Sönderborg-Nordborg och Eleonora av Anhalt-Zerbst. Elisabeth Juliana blev gift 30 maj 1656 i Wolfenbüttel med hertig Anton Ulrik av Braunschweig-Wolfenbüttel. De fick tillsammans 13 barn.

### Barn
1. August Fredrik (1657–1676)
2. Elisabeth Eleonora Sofia (1658–1729), gift först med hertig Johan Georg av Mecklenburg-Mirow och därefter hertig Bernhard I av Sachsen-Meiningen
3. Anna Sofia (1659–1742), gift med Karl Gustav av Baden-Durlach
4. Leopold August (1661–1662), dog som spädbarn
5. Augustus William (1662–1731)
6. August Henrik (1663–1664), dog som spädbarn
7. August Karl (1664–1664), dog som spädbarn
8. August Frans (1665–1666), dog som spädbarn
9. Augusta Dorothea (1666–1751), gift med greve Anton Günther II av Schwarzburg-Sondershausen-Arnstadt
10. Amalia Antonia (1668–1668), dog som spädbarn
11. Henrietta Christine (1669–1753), Abbedissa i Gandersheim
12. Ludvig Rudolf (1671–1735), gift med Christine Louise av Oettingen-Oettingen (1671–1747)